# Зірка (присілок)
Зірка́ (рос. Зирка, башк. Зеркә) — присілок у складі Янаульського району Башкортостану, Росія. Входить до складу Максимовської сільської ради.
Населення — 18 осіб (2010; 23 у 2002).
Національний склад:
- башкири — 100 %